# Eduardo De Filippo
Eduardo De Filippo (Nàpols, 24 de maig de 1900 – Roma, 31 d'octubre de 1984) va ser un actor, dramaturg, empresari teatral i director d'escena italià.
Fill natural del també actor i director Eduardo Scarpetta i de la sastressa teatral Luisa De Filippo (de la qual conservà el cognom tota la vida), als quatre anys va debutar al teatre amb la comèdia La geisha que interpretava el seu pare.
Va créixer en l'ambient teatral napolità amb els seus germans Titina i Peppino, i des de molt jove va destacar per les seves qualitats còmiques tant en el teatre dialectal com en la revista i les varietats en general. L'any 1920 va escriure la seva primera comèdia, Farmacia di turno. Els tres germans ingressaren l'any 1929 a la companyia "Molinari", per a la qual Eduardo De Filippo va escriure i protagonitzar una de les seves obres més cèlebres, Natale in Casa Cupiello El 1931 va fundar amb els seus germans la Compagnia Umoristica "I De Filippo", que continuaria en actiu fins al 1945, quan Peppino se'n separà per a dedicar-se a altres activitats artístiques. Amb aquesta companyia havia aconseguit èxits esclatants, com per exemple el de la seva comèdia Chi è cchiù felice 'e me! (Qui és més feliç que jo?) i Il berretto a sonagli (El barret de cascavells) de Luigi Pirandello. Individualment interpretà aquests anys diverses pel·lícules.
Adquirí i rehabilità el "Teatro San Fernando" de Nàpols, edifici del s. XVIII que havia quedat molt malmès a causa de la II Guerra Mundial. Allà interpretà moltes de les seves obres i d'altres autors, tot elevant a la categoria de llengua teatral de cultura el dialecte napolità. De la seva producció d'aleshores destaquen les comèdies Napoli milionaria (1945), La grande magia (1948), Questi fantasmi! (Aquests fantasmes, 1946), Mia famiglia (La meva família, 1953), Bene mio e core mio (Bé meu i cor meu, 1956), L'arte della commedia (1964) i Gli esami non finiscono mai (Els exàmens mai no s'acaben, 1973).
Algunes obres que ell escrigué li donaren fama universal, com ara Filumena Marturano (1946), traduïda a una vintena d'idiomes i que va ser duta al cinema amb el títol de "Matrimoni a la italiana" (1964) per Vittorio de Sica, amb guió del mateix De Filippo i interpretació de Sophia Loren i Marcello Mastroianni. També cal destacar Il sindaco del rione Sanità (L'alcalde de barri de la Salut) de 1961, duta al cinema per Ugo Giordani (1996) i interpretada per Anthony Quinn.
Un altre gran èxit internacional va ser Sabato, domenica, lunedì (Dissabte, diumenge, dilluns) de 1959, que va romandre a la cartellera de Broadway durant prop de dos anys, i que a Londres fou estrenada per l'Old Vic Theater dirigida per Franco Zeffirelli i interpretada per Laurence Olivier (1973).
Mai no va deixar la direcció i la interpretació -en teatre, cinema i televisió- fins poc abans de la seva mort.
Eduardo de Filippo havia estat investit doctor honoris causa per les universitats de Birmingham (1977) i La Sapienza de Roma (1980). L'any 1973 havia ingressat a l'Orde del Mèrit de la República Italiana amb el màxim grau de Cavaller de Gran Creu i el 1981 el president Sandro Pertini, tot fent ús de les seves prerrogatives constitucionals, el nomenà senador vitalici.